# Eva Vlaardingerbroek
Eva Lotte Louise Vlaardingerbroek (Amsterdam, 3 september 1996) is een Nederlands opiniemaakster.

## Biografie
Vlaardingerbroek studeerde rechten aan de Universiteit Utrecht, waar zij deelnam aan het honoursprogramma (Utrecht Law College). Na enige tijd in München aan de Ludwig Maximilians-Universität te hebben gestudeerd en haar bachelor te hebben afgerond, begon zij aan de master Encyclopedie en Filosofie van het Recht aan de Universiteit Leiden. Ze schreef haar masterscriptie over ''de contractualisering van seks'' en rondde haar master cum laude af.
Na haar studie werkte zij een half jaar voor de fractie van Forum voor Democratie (FVD) in het Europees Parlement, te Brussel. Begin 2020 liet zij Brussel achter zich om in Leiden aan de slag te gaan als docent-onderzoeker. In dat jaar verschenen van haar hand enkele ingezonden opiniestukken in Elseviers Weekblad. In oktober 2020 legde zij haar functie aan de universiteit en haar proefschrift stil om zich volledig te gaan richten op een politieke carrière, die echter niet van de grond kwam.
In 2021 werkte ze enige tijd in Zweden als presentatrice van een eigen pan-Europese talkshow Let's talk about it op het YouTube-kanaal van het aan de Zweedse radicaal-rechtse en nationalistische politieke partij Sverigedemokraterna gelieerde Zweedse mediakanaal Riks. Op 1 januari 2022 ging ze aan de slag als juridisch adviseur bij advocatenkantoor Maes Law, waar ze zich richtte op mensenrechten- en civiele rechtszaken. Na ruim vier maanden werd dit dienstverband beëindigd.
Vlaardingerbroek treedt regelmatig op als commentator in The Mark Steyn Show op het Britse televisiekanaal GBNews en op het Duitse YouTube-kanaal Achtung, Reichelt! van de voormalig hoofdredacteur van de Duitse krant BILD, Julian Reichelt.
Begin juli 2022 sprak Vlaardingerbroek zich op de Amerikaanse televisiezender Fox News in gesprek met Tucker Carlson uit over de Nederlandse stikstofcrisis. Hierbij stelde zij dat dit een verzinsel van de Nederlandse overheid zou zijn, die de crisis zou aangrijpen om land van de boeren te stelen teneinde hier huizen op te bouwen voor immigranten.
Op de CPAC 2024 in Hongarije sprak zij uit dat "de Grote Vervangingstheorie niet langer een theorie is, maar een feit". In diezelfde toespraak noemde ze de Europese Unie totalitair en betoogde ze dat de enige oplossing de totale vernietiging van dit instituut is, net als met de Toren van Babel is gebeurd.

## Politiek
Vlaardingerbroek werd in 2016 lid van FVD en hield in 2019 tijdens het partijcongres van FVD een toespraak tegen het moderne feminisme. Op 31 oktober 2020 maakte partijleider Thierry Baudet bekend dat Vlaardingerbroek op de vijfde plaats zou komen te staan van de FVD-kandidatenlijst voor de Tweede Kamer.
Nadat er een crisis was uitgebroken tussen Baudet en het FVD-bestuur, maakte Vlaardingerbroek op 26 november 2020 in het tv-programma Goedemorgen Nederland bekend dat zij in dat conflict de kant van het bestuur had gekozen. Later op deze dag maakte ze bekend dat ze zich terugtrok als kandidaat-Kamerlid en haar lidmaatschap van de partij beëindigde. Achteraf noemde ze haar tijd bij FVD "een vreselijke tijd".

## Persoonlijk
Vlaardingerbroek, dochter van de musicoloog en voormalig concertdirecteur Kees Vlaardingerbroek, groeide op in Hilversum binnen een christelijk gezin met een katholieke moeder en een protestantse vader. In april 2023 trad Vlaardingerbroek – samen met haar vader – toe tot de Rooms-Katholieke Kerk.
Tijdens het conflict binnen FVD in november 2020, waarbij Vlaardingerbroek zich publiekelijk tegen Thierry Baudet keerde, bracht Baudet naar buiten in 2017 een liefdesrelatie met haar gehad te hebben. Vlaardingerbroek verklaarde hierop dat het niet meer dan een kortstondige scharrel (een fling) geweest was. Ze had tot eind 2020 een relatie met Julien Rochedy, een Franse schrijver die in zijn jeugd voorzitter was van de jongerenafdeling van Front National. Ze was daarna enige tijd verloofd met de conservatieve Amerikaanse PragerU-presentator Will Witt.
In juli 2024 trouwde Vlaardingerbroek in de Friezenkerk in Rome met een Italiaanse jurist. Op 19 december van dat jaar kreeg het stel een zoon.